# Кузнецов, Константин Николаевич
Константи́н Никола́евич Кузнецо́в (18 ноября 1862 — 3 октября 1915) — русский офицер, герой Первой мировой войны.

## Биография
Православный, из мещан С.- Петербургской губернии. Общее образование получил в С.-Петербургском реформаторском реальном училище, а военное образование  - в Гвардейской Берейторской школе и Елисаветградском кавалерийском училище по 1 разряду.
Чины: корнет (1886), поручик (1890), штабс-ротмистр (1896), ротмистр (1900), ротмистр гвардии (1904). полковник (1911), генерал-майор (посмертно, 1916).
Произведен в офицеры в 44-й драгунский Нижегородский полк. Служил помощником делопроизводителя кавалерийской части Главного штаба (1894—1895), помощником старшего адъютанта генерал-инспектора кавалерии (1895—?).
Окончил Офицерскую кавалерийскую школу.
Командовал эскадроном, заведовал курсом обучающихся наездников в отделе наездников. С октября 1911 служил в Офицерской кавалерийской школе.
В Первую мировую войну командовал 1-м Нерчинским казачьим полком (1914—1915). Был ранен в бою, скончался от полученных ран. Посмертно был произведен в генерал-майоры и награждён орденом Святого Георгия 4-й степени (1916)
За то, что в бою 1 июня 1915 г. у дер. Попеляны, временно командуя Приморским драгунским полком и, получив задачу овладеть деревней и форсировать на этом участке реку Венту, он лихо повел полк в конную атаку против превосходных пеших и конных частей противника, произвел ряд блестящих повторных атак, истребил около двух рот немецких егерей и двух эскадронов прусских лейб-гусар и занял деревню Попеляны, взяв пленных и захватив трофеи.

## Награды
- Орден Святой Анны 3-й ст. (1909) с мечами и бантом (1916);
- Орден Святого Станислава 2-й ст. (1912);
- Орден Святого Георгия 4-й ст. (ВП 25.05.1916).